# Monodelphis sorex
Monodelphis sorex là một loài động vật có vú trong họ Didelphidae, bộ Didelphimorphia. Loài này được Hensel mô tả năm 1872.